# Eileen Gray

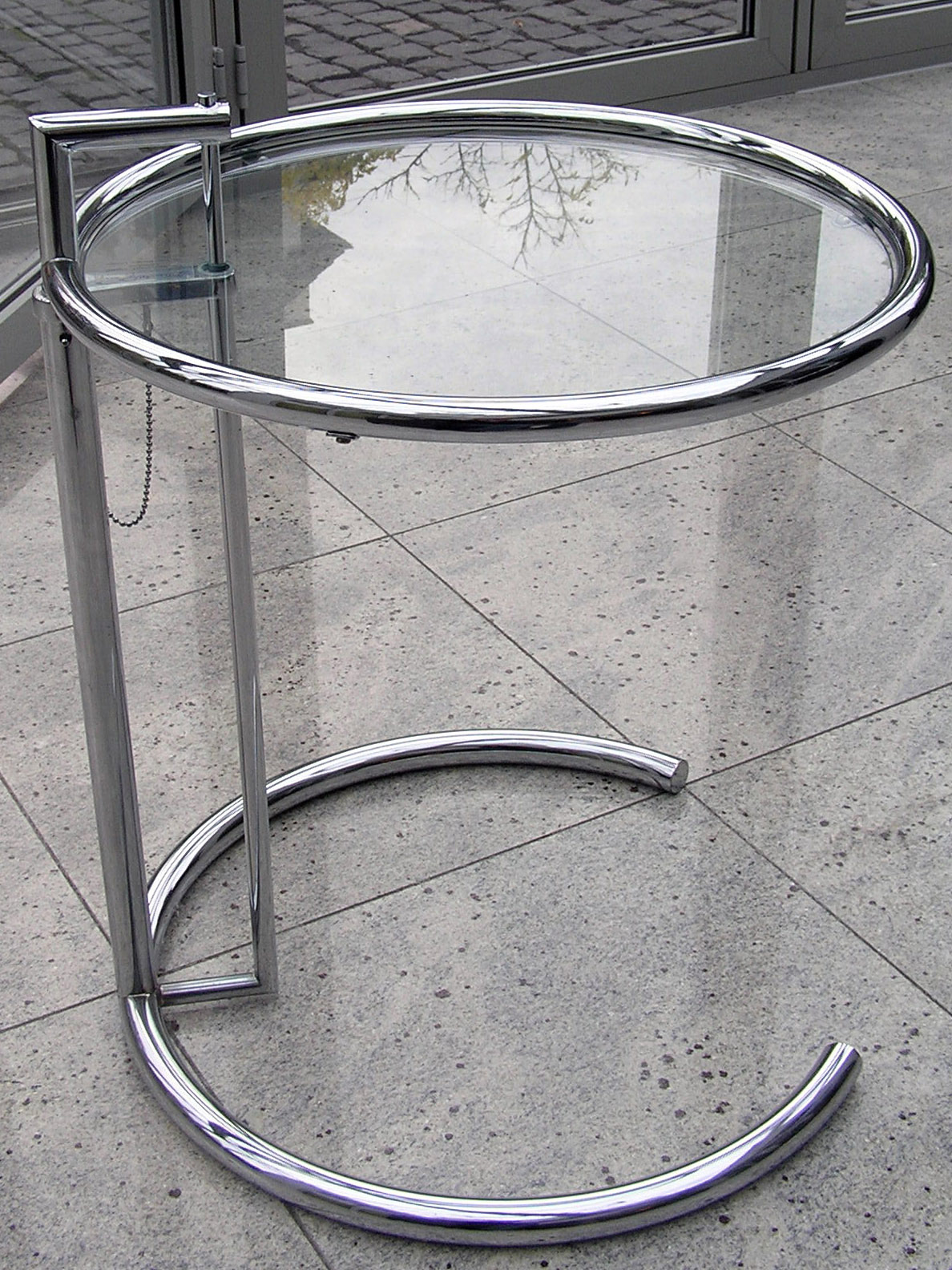
Glasbordet E-1027

Eileen Gray, född Katherine Eileen Moray Smith den 9 augusti 1878 på familjegodset Brownswood nära Enniscorthy i County Wexford, död 31 oktober 1976 i Paris, var en irländsk arkitekt, inredningsarkitekt, konstnär och formgivare. Hon var en av de mest inflytelserika inom rörelsen International style under första hälften av 1900-talet.
Eileen Gray var dotter till målaren James McLaren Smith och Eveleen Pounden, som var barnbarn till Francis Stuart, 10th Earl of Moray. Eileen Gray blev 19th Baroness Gray 1895 efter moderns död. Hon växte upp i sin familjs båda hem i Irland och i South Kensington i London. Hon började 1898 studera måleri vid Slade School of Fine Art i London. Hon flyttade sedan till Paris och studerade på Académie Julian och Académie Colarossi. Efter att ha pendlat mellan Paris, Irland och London under några år, flyttade hon tillbaka till London 1905. Året därpå slog hon sig åter ned i Paris, där hon kom att tillbringa en stor del av sitt liv.
Under första världskriget återvände hon till London och fick då ekonomisk hjälp av sina föräldrar. Under denna tid började Eileen Gray intressera sig för inredningsarkitektur och flyttade 1918 tillbaka till Paris. Där öppnade hon 1922 ett kombinerat galleri och en firma för inredningstjänster och lärde känna avantgardet inom konst och kulturliv, bland andra Le Corbusier.
År 1924 ritade hon och arkitekten Jean Badovici, fritidshuset Villa E-1027 för eget bruk i Roquebrune-Cap-Martin på den franska Rivieran. Huset stod klart 1929 med en av Eileen Gray designad inredning. Villaprojektet E-1027 blev början på en karriär som formgivare, och möbler som Bibendumfåtöljen från 1929 och sidobordet av glas E-1027 tillverkas än idag. Under denna tid var hon också involverad med Bauhausskolan. Därefter ägnade hon sig framför allt åt rent konstnärligt arbete. År 1972 utsågs hon av brittiska Royal Society of Art till "Royal Designer to Industry". 
Eileen Gray var bisexuell. Hon umgicks i tidens lesbiska grupper, och var vän med bland andra Gabrielle Bloch, Loie Fuller och sångerskan Damia (Marie-Louise Damien). Hon var yrkesmässigt aktiv in i 90-årsåldern.